# رولز-رویس ترنت ۵۰۰
رولز-رویس ترنت ۵۰۰ (به انگلیسی: Rolls-Royce Trent 500) یک موتور هواگرد ساختِ کارخانهٔ رولز-رویس هولدینگز در کشور بریتانیا است .